# Aphanogmus dictynna
Aphanogmus dictynna är en stekelart som först beskrevs av James Waterston 1923.  Aphanogmus dictynna ingår i släktet Aphanogmus och familjen pysslingsteklar. Inga underarter finns listade i Catalogue of Life.